# Понарлиця
Понарлиця (пол. Ponarlica) — село в Польщі, у гміні Новий Двур Сокульського повіту Підляського воєводства.
Населення — 91 особа (2011).
У 1975-1998 роках село належало до Білостоцького воєводства.

## Демографія
Демографічна структура станом на 31 березня 2011 року:
|          | Загалом | Допрацездатний вік | Працездатний вік | Постпрацездатний вік |
| -------- | ------- | ------------------ | ---------------- | -------------------- |
| Чоловіки | 53      | 11                 | 36               | 6                    |
| Жінки    | 38      | 8                  | 16               | 14                   |
| Разом    | 91      | 19                 | 52               | 20                   |